# Vänerns motorverkstad

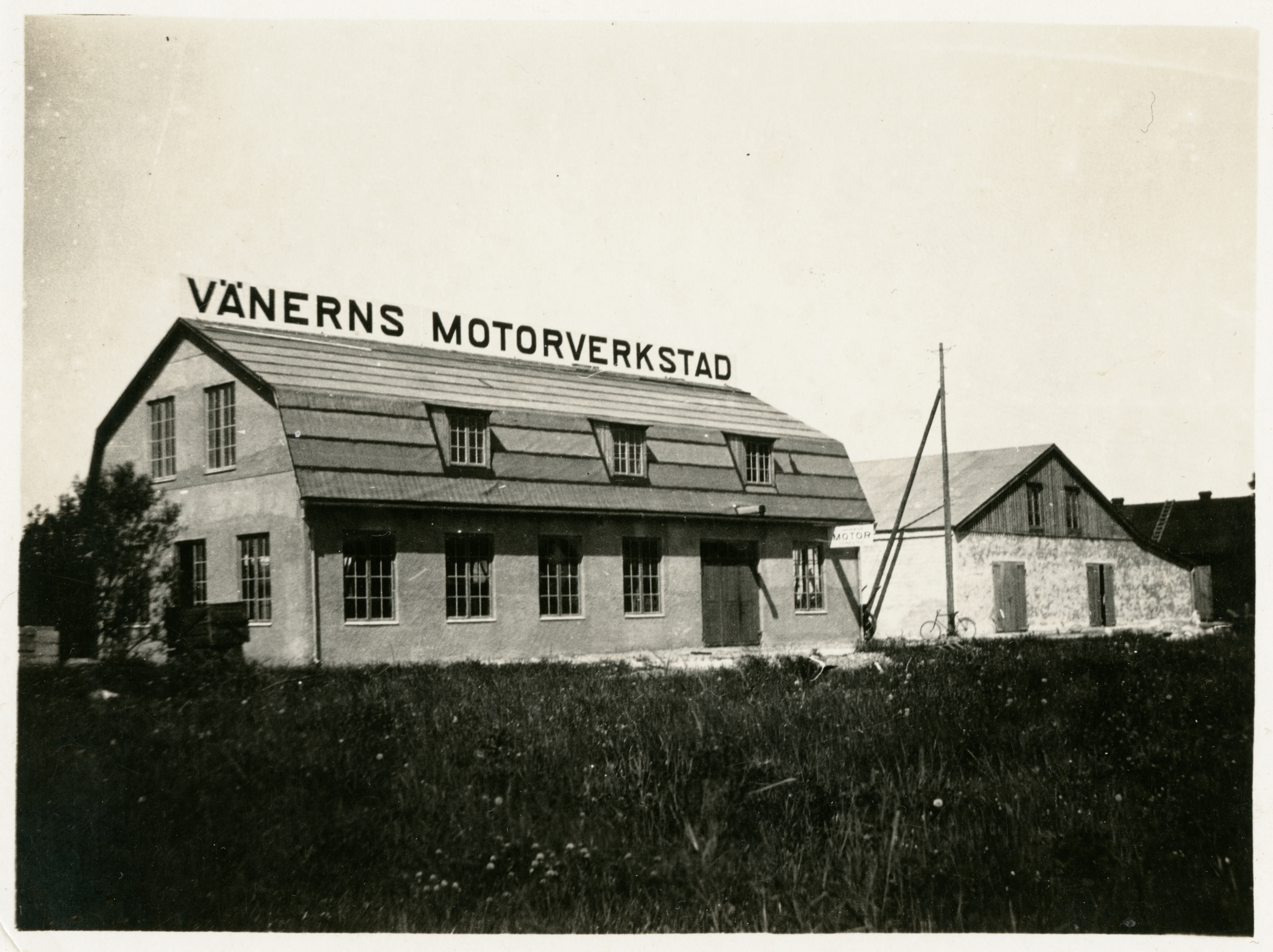
Vänerns motorverkstad.

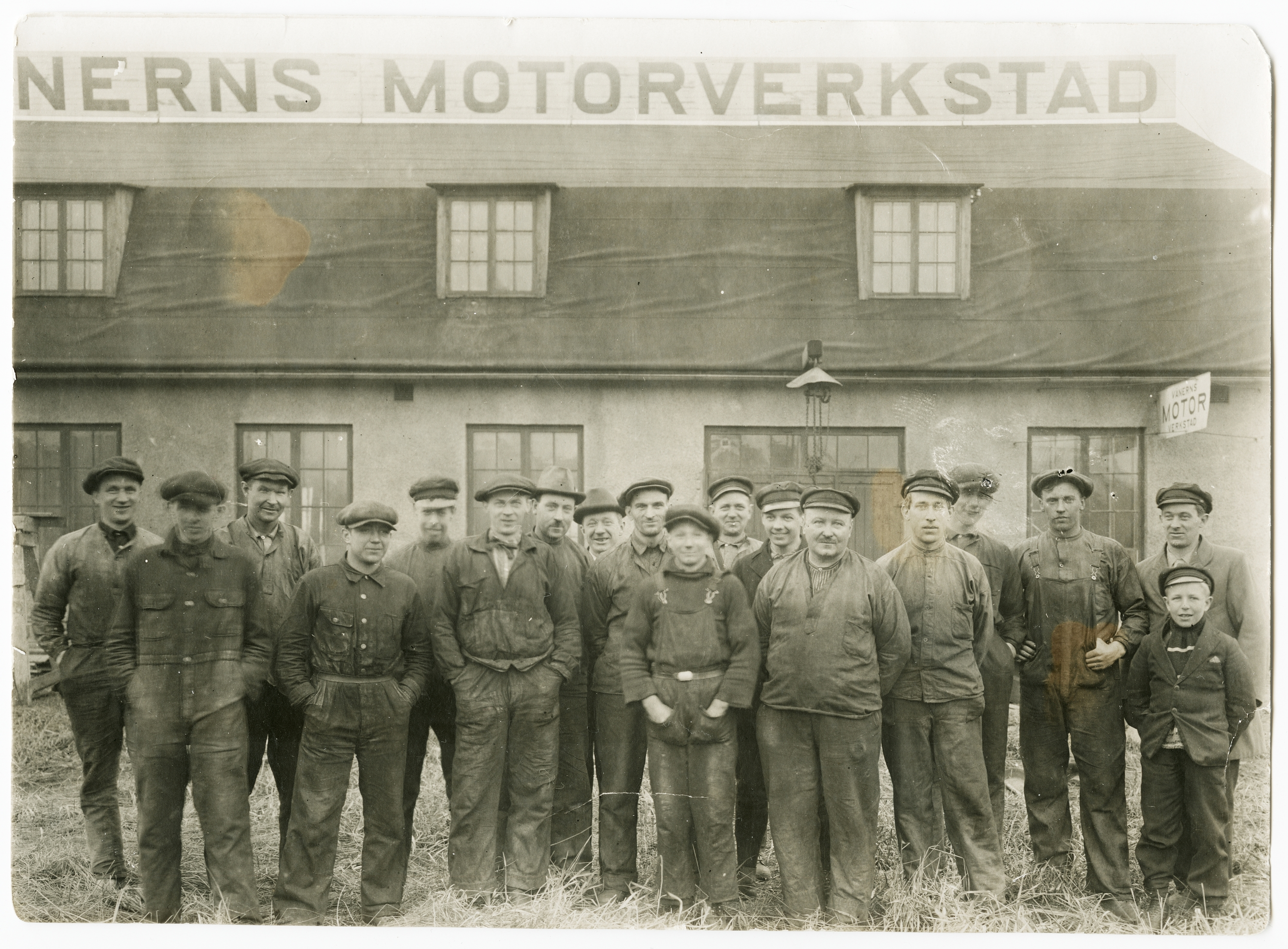
Personal framför Vänerns motorverkstad.

Vänerns motorverkstad var en verkstad som tillverkade båtmotorer i Vänersborg. Verkstaden grundades 1919 av bröderna William, Robert och Vendel Nordquist, deras kusin Valfrid Nordquist och Edvin Pettersson. Pettersson kom snart att lämna företaget.
William, Robert och Valfrid hade skaffat sig tekniska kunskaper i USA, där de arbetat och byggt upp ett startkapital under 1910-talet, medan Vendel hade lärt sig motorteknik hemma i Lidköping. Grundarna var alla i 25–30-årsåldern. Företaget hyrde inledningsvis lokaler på Hamngatan, men flyttade snart till Lilla Vassbotten. Verkstaden byggdes 1923–1924 och 1929 uppförde de ett gjuteri. I gjuteriet göt man inte bara för de egna motorerna utan levererade även gjutgodsämnen till andra företag.
Vänerns motorverkstad var länge det största verkstadsföretaget i Vänersborg. Företaget hade en omfattande export genom två distributörer, Charles Hviisom i Köpenhamn och Sternemann & Co i Hamburg. Den danska distributören sålde till Danmark, på Island och framför allt till Grönland, medan den tyska distributören hade sina främsta kunder i Asien och Sydamerika. Exporten kom att dominera företagets verksamhet.
Verkstaden tillverkade först däcksvinschar och ankarspel till båtar, där vinscharna drevs med Avance-motorer, innan tillverkningen av de egna motorerna kom igång. Motorerna var encylindriga motorer på mellan 4 och 80 hästkrafter. Inledningsvis sålde man också stationära motorer till lantbrukare, och under andra världskriget, när exporten nästan helt upphörde, tillverkade verkstaden gengasaggregat och stridsvagnskomponenter. I gjuteriet gjordes också annat gjutgods, som till exempel parksoffor. På 1940-talet gjorde man även kulor för kulstötning.
Verkstaden tillverkade ungefär 3000 Vänern-motorer. Vänerns motorverkstad lades ned 1958, efter att råoljemotorn hade konkurrerats ut av dieselmotorn under 1950-talet.

## Bilder

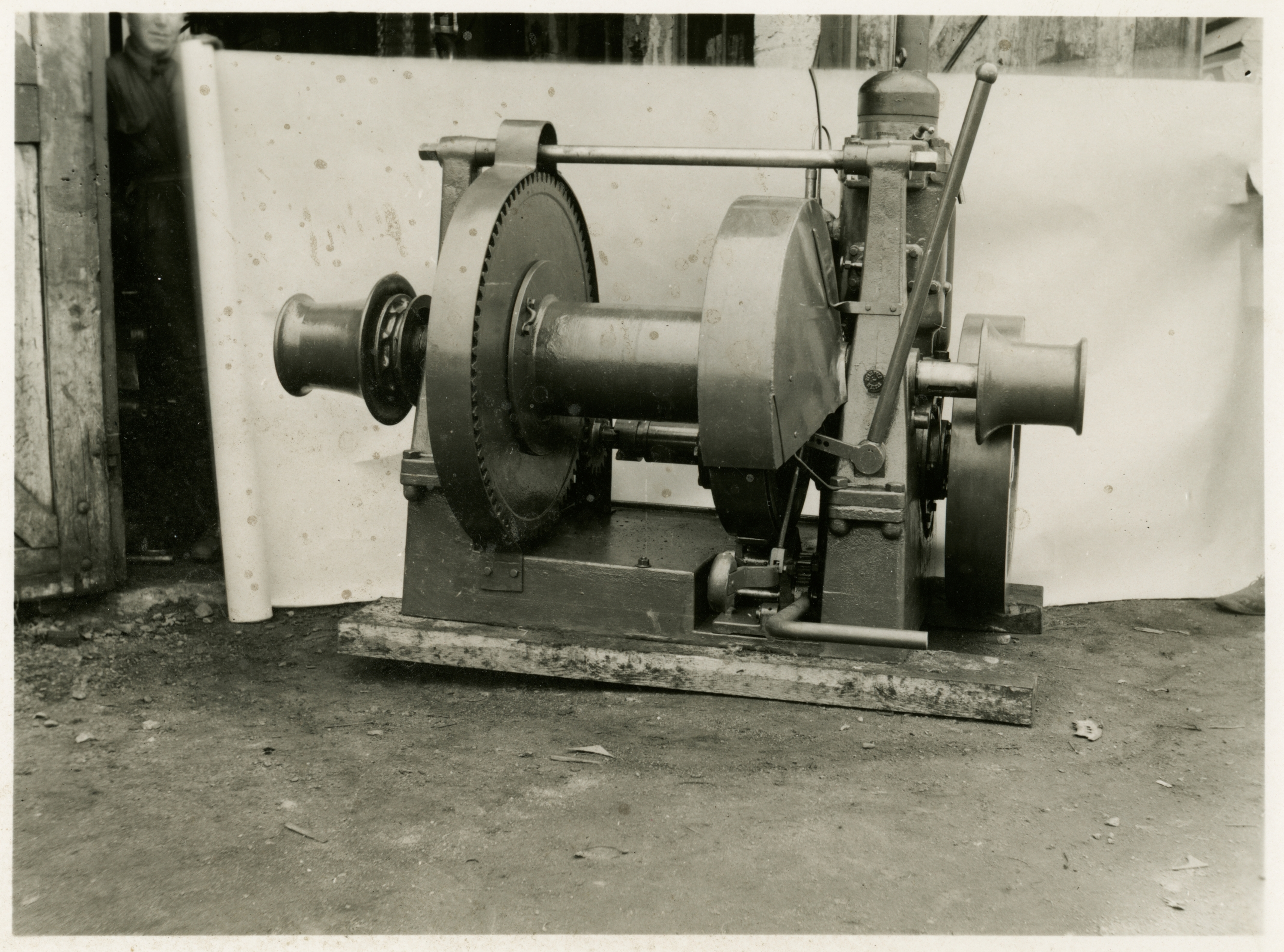
Produktfotografering
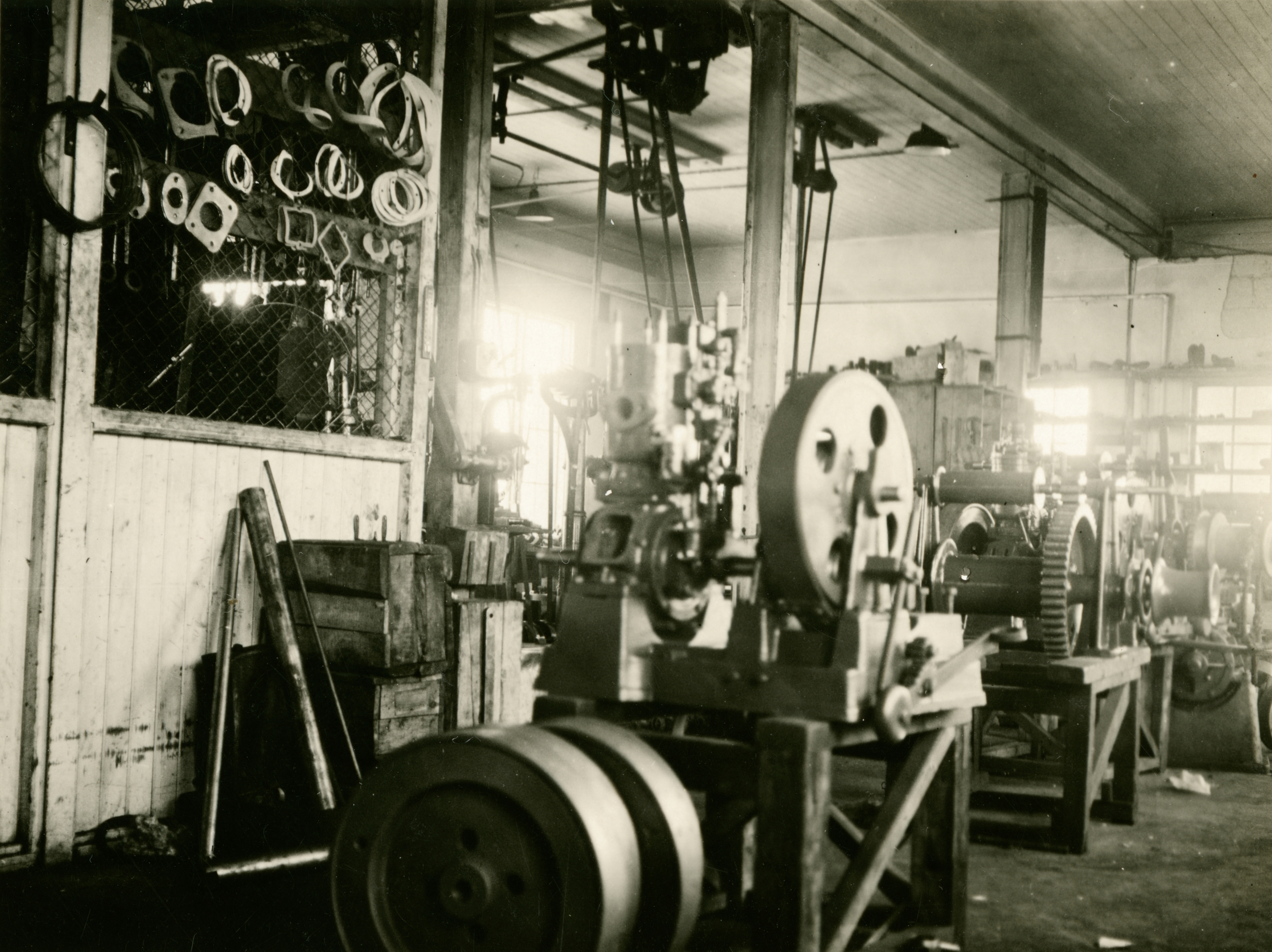
Interiör